# Caleidoscopio (serie televisiva)
Caleidoscopio (Kaleidoscope) è una miniserie televisiva drammatica statunitense creata da Eric Garcia.
Caleidoscopio è stata pubblicata il 1º gennaio 2023 da Netflix.

## Trama
La serie è incentrata sul ladro Leo Pap e la sua banda che tentano un'epica rapina del valore di 7 miliardi di dollari, ma il tradimento, l'avidità e altre minacce minano i loro piani.

## Cast e personaggi

### Principali
- Leo Pap/Ray Vernon, interpretato da Giancarlo Esposito, doppiato da Massimo Rossi.
Un criminale in carriera e capo della sua squadra di rapinatori, che mira a rapinare il caveau SLS.
- Roger Salas/Graham Davies, interpretato da Rufus Sewell, doppiato da Antonio Palumbo.
Ex complice di Leo e CEO di "SLS", una società di sicurezza aziendale.
- Ava Mercer, interpretata da Paz Vega, doppiata da Selvaggia Quattrini.
Un avvocato, l'amica più intima di Leo e specialista di armi della banda di Leo.
- Judy Goodwin (nata Strauss), interpretata da Rosaline Elbay, doppiata da Gemma Donati.
Ex fidanzata di Stan e specialista in esplosivi della banda di Leo.
- Bob Goodwin, interpretato da Jai Courtney, doppiato da Riccardo Scarafoni.
Il marito di Judy e scassinatore della banda di Leo.
- Hannah Kim (nata Vernon), interpretata da Tati Gabrielle e Austin Elle Fisher (da giovane), doppiata da Giulia Franceschetti.
La figlia incinta di Leo che lavora come capo della sicurezza digitale presso SLS.
- Stan Loomis, interpretato da Peter Mark Kendall, doppiato da Simone Crisari.
Ex compagno di cella di Leo e contrabbandiere della banda di Leo.

### Ricorrenti
- RJ Acosta Jr., interpretato da Jordan Mendoza, doppiato da Mattia Billi.
L'autista della banda di Leo.
- Carlos Sujo, interpretato da Hemky Madera.
Il braccio destro e scagnozzo di Roger.
- Liz Kim, interpretata da Soojeong Son.
La sorella adottiva di Hannah.
- Stefan Thiele, interpretato da John Hans Tester.
Un membro de "La Triade", un trio di miliardari che affida a SLS delle obbligazioni per un valore di 7 miliardi di dollari.
- Nazan Abbasi, interpretata da Niousha Noor, doppiata da Chiara Gioncardi.
Un'agente dell'FBI concentrata sulle indagini sulla banda di Leo.
- Samuel Toby, interpretato da Bubba Weiler, doppiato da Emanuele Ruzza.
Agente dell'FBI partner di Abbasi.

### Guest star
- Andrew Covington, interpretato da Patch Darragh.
L'ex capo della sicurezza digitale di SLS.
- Dottor Wagner, interpretato da Richard Masur, doppiato da Michele Gammino.
Il medico di Leo durante la sua carcerazione.
- Jennifer Helman, interpretata da Tina Benko.
Superiore di Abbasi e Toby nell'FBI.
- Lily Vernon, interpretata da Robinne Lee, doppiata da Alessia Amendola.
Moglie di Leo e madre di Hannah.
- Taco, interpretato da Max Casella, doppiato da Christian Iansante.
Un criminale su commissione.
- Samson, interpretato da Craig Walker, doppiato da Simone Mori.
Il partner criminale di Taco.

## Puntate
Tutte e otto le puntate possono essere guardate in qualsiasi ordine ed ognuna ha come titolo il nome di un colore. Un'introduzione (Nero) spiega il concetto dello spettacolo, mentre la puntata Bianco viene intesa come il finale della miniserie; le altre puntate, seguendo l'ordine prestabilito da Netflix, sono: Giallo, Verde, Blu, Arancione, Viola, Rosso e Rosa. Le possibili combinazioni in cui le puntate possono essere guardate sono in tutto 5040.
| n° | Titolo originale | Titolo italiano | Pubblicazione   |
| -- | ---------------- | --------------- | --------------- |
| 1  | Black            | Nero            | 1º gennaio 2023 |
| 2  | Yellow           | Giallo          | 1º gennaio 2023 |
| 3  | Green            | Verde           | 1º gennaio 2023 |
| 4  | Blue             | Blu             | 1º gennaio 2023 |
| 5  | Orange           | Arancione       | 1º gennaio 2023 |
| 6  | Violet           | Viola           | 1º gennaio 2023 |
| 7  | Red              | Rosso           | 1º gennaio 2023 |
| 8  | Pink             | Rosa            | 1º gennaio 2023 |
| 9  | White            | Bianco          | 1º gennaio 2023 |